# Libération des pilotes de Bosnie

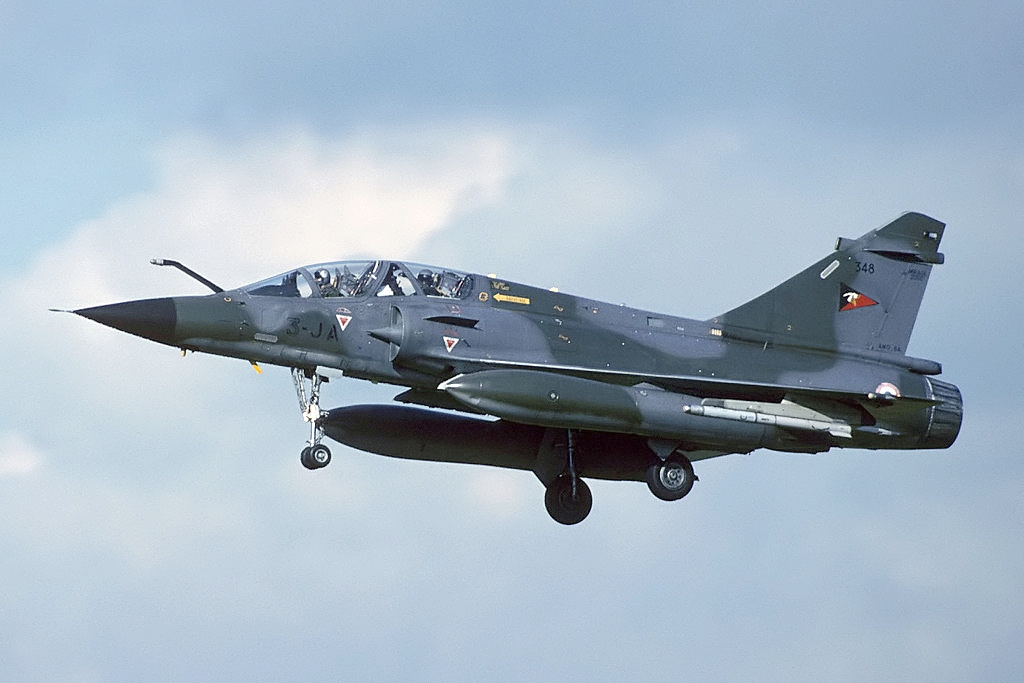
Mirage 2000N du 2/3 Champagne en 1994.

Un Mirage 2000N K2 de l'escadron de chasse 2/3 Champagne de l'armée de l'air française basé sur la base aérienne 133 Nancy-Ochey est abattu le 30 août 1995 par un missile sol-air, a priori un 9K32 Strela-2, après avoir largué trois bombes sur un dépôt de munitions de l'armée de la république serbe de Bosnie dans la région de Pale quelques heures après le déclenchement de la campagne de bombardement de la Bosnie-Herzégovine par l'Otan en 1995.
Les deux membres d'équipage, le capitaine Frédéric Chiffot et le lieutenant José Souvignet, 28 ans tous les deux, s'éjectent, mais se cassent chacun une jambe et sont arrêtés par les forces serbes de Bosnie. La capture des deux pilotes émeut l'opinion publique française. Les pilotes sont opérés le jour même de leur capture puis changent de lieu de détention régulièrement. L'United States Air Force, en collaboration avec l'armée française, lance plusieurs opérations de sauvetage pour tenter de les récupérer ; deux membres d'équipage américains d'un Sikorsky MH-53 Pave Low seront blessés lors de la dernière.
Les deux hommes sont libérés trois mois plus tard grâce à la médiation de Jean-Charles Marchiani et Arcadi Gaydamak.

## Négociations secrètes

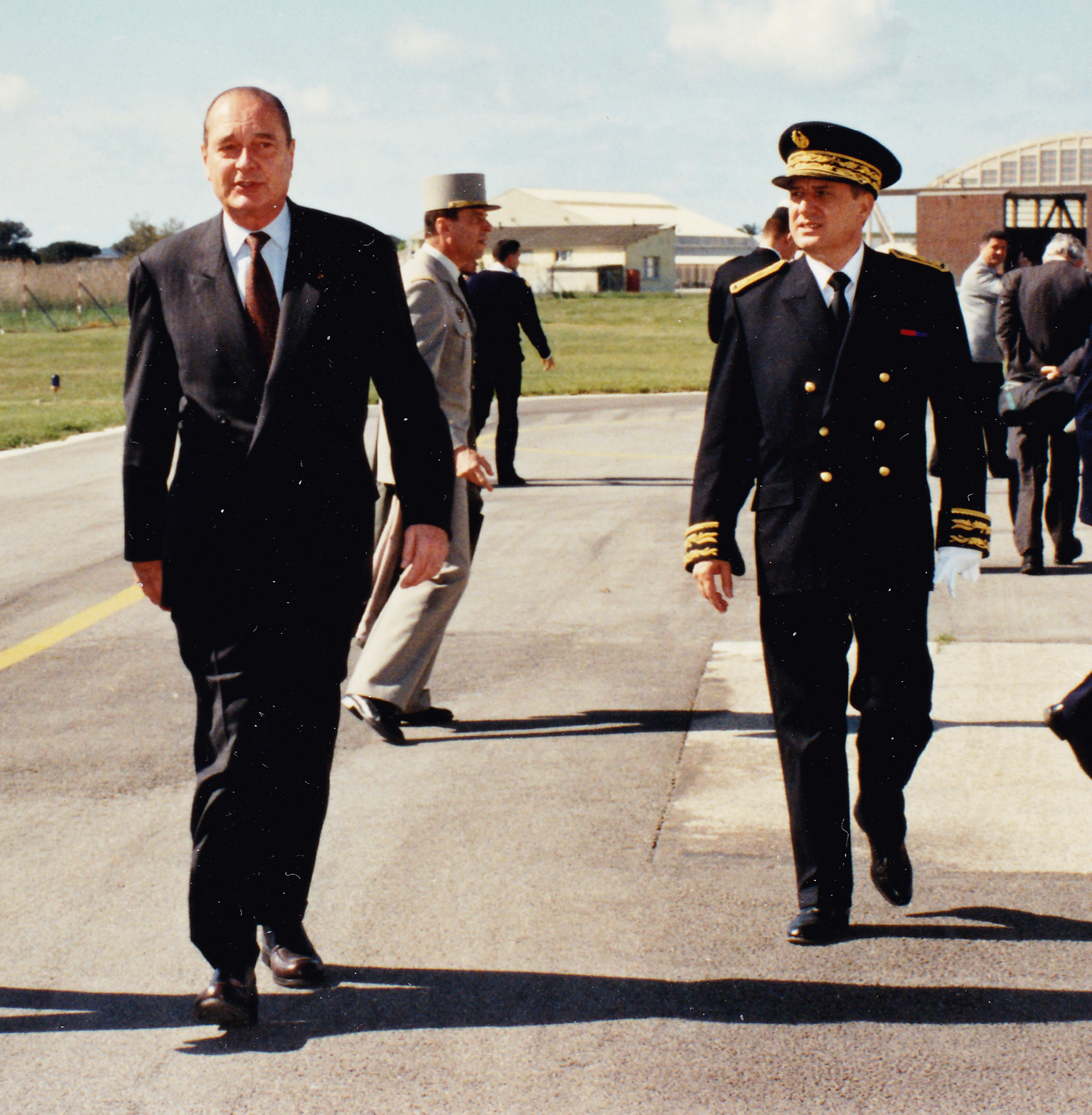
Jean-Charles Marchiani, préfet du Var et Jacques Chirac, président de la République à la base d'aéronautique navale d'Hyères Le Palyvestre en 1996.

Jean-Charles Marchiani, qui aurait informé le président que les militaires étaient en vie contrairement aux informations qu'avaient les services officiels, est mandaté par Jacques Chirac pour mener des négociations parallèles.
Selon l'Express, grâce aux réseaux d'Arcadi Gaydamak (lui-même ancien agent du KGB) au sein des services secrets russes, Jean-Charles Marchiani serait parvenu à approcher les dirigeants serbo-bosniaques et à « bluffer » Radovan Karadžić en lui affirmant que les forces françaises allaient quitter Sarajevo laissant à elle-même la minorité serbe.
Telles sont les affirmations de Marchiani, que dément catégoriquement le compte-rendu de huit pages dactylographiées du général Pierre Marie Gallois de sa mission en Bosnie les 16 et 17 novembre 1995 et aux termes duquel il fait état de ses rencontres avec Radovan Karadzic le jeudi 16 et le général Mladic le vendredi 17 ; après lui avoir fait visiter son village natal de Kalinovik, le général Mladic déclare textuellement à son interlocuteur français : « Il faut que ces deux hommes vous soient rendus, morts ou vivants. Je m'y engage. Mais il faut un geste de votre part. Si le chef d'état-major des armées françaises voulait me rencontrer, à Moscou ou à Belgrade, je lui présenterais mon armée, sa visite effacerait un peu de nos souffrances… Et alors je retrouverais la trace de ces deux hommes, je les leur rendrais morts ou vifs. Il y a droit, ce sont des combattants. Je m'y engage. »
Le général Gallois écrit alors : « Ce discours signifie très probablement que les deux Français sont en vie (comment le général Mladic pourrait-il « offrir » deux cercueils au chef d'état-major de l'armée française ?), qu'il sait où ils se trouvent et qu'il les considère comme un ultime atout. » Ainsi, la vérité est-elle très différente de la version Marchiani car comment le général Gallois aurait-il connu le scénario de la libération des deux pilotes plus de deux semaines à l'avance ? Il faut ajouter que les ministres des affaires étrangères Hervé de Charette et de la défense Charles Millon ont reçu l'un et l'autre copie du rapport du général Gallois le 18 novembre 1995. Les autorités françaises au plus haut niveau étaient donc informées.
D'après Pierre Sergent, ce jour 02 mars 2025 sur LCI. Jacques Chirac aurait appelé personnellement le président Serbe pour lui dire qu'il devrait répondre sur sa vie du retour des 2 pilotes Français vivants.

## Libération des pilotes
L'exigence de Radovan Karadzic est qu'un haut responsable français vienne en personne chercher les prisonniers.
Il est à rappeler que lors d'une opération précédente le 2 juin 1995, le pilote d'un F-16 de l'United States Air Force, le capitaine Scott O'Grady (en) avait été abattu au missile 2K12 Kub soviétique et récupéré une semaine après par une mission de sauvetage dans la zone d'exclusion aérienne.
Le 12 décembre 1995, le chef d'état-major des armées française, le général Jean-Philippe Douin se rend à Zvornik, en Bosnie, pour venir chercher les deux pilotes à 14 h.
Les deux pilotes sont rapatriés à la base aérienne 107 Villacoublay en Falcon 900 où ils sont accueillis par le président de la  République Jacques Chirac et le ministre de la Défense Charles Millon. Dans la soirée ils sont envoyés à l'hôpital du Val-de-Grâce pour des examens médicaux où ils passent deux jours avant de retourner à la base aérienne 133 Nancy-Ochey,.
Sur ce point encore, le rapport du général Gallois dément cette version, étant donné que Radovan Karadzic déclare au négociateur français ignorer où sont les deux Français : seul le général Mladic était en mesure de le savoir et c'est bien lui qui les a rendus.
Frédéric Chiffot  pilote de nouveau six mois après sa libération, Souvignet retrouve sa place de navigateur un an après. En 2015, ils ont le grade de colonel, Souvignet demandant cette année-là une retraite anticipée.

## Angolagate et décoration d'Arcadi Gaydamak
Charles Pasqua a été condamné en novembre 2009 à un an de prison ferme pour trafic d'influence dans l'affaire de l'Angolagate pour avoir obtenu l'ordre du mérite à Arcadi Gaydamak en échange d'argent.
Charles Pasqua, qui a demandé la levée du secret défense dans le dossier de la libération des pilotes français de Bosnie, affirme que la décoration d'Arcadi Gaydamak est la rétribution de son intervention en Bosnie.

## Dans la culture
L'album Prisonniers des Serbes de la série de bande-dessinée Les Aventures de Tanguy et Laverdure reprend en partie cette affaire, à la différence que les deux pilotes éjectés, Ernest Laverdure et son copilote "P'tit Louis", sont retenus prisonniers dans un lieu fixe (en l'occurrence une base secrète cachée dans les montagnes croates) et sont libérés par une mission de sauvetage et non au terme de négociations diplomatiques.